# Kanton Samborondón
Der Kanton Samborondón befindet sich in der Provinz Guayas im zentralen Westen von Ecuador. Er besitzt eine Fläche von 389,05 km². Die Einwohnerzahl lag 2010 bei 67.590. Für 2022 wurde eine Einwohnerzahl von 144.776 prognostiziert. Verwaltungssitz des Kantons ist die Stadt Samborondón mit 15.711 Einwohnern (Schätzung 2022). Im Jahr 2010 waren 48 Prozent der Bevölkerung Mestizen, 25,7 Prozent Montubio sowie 19,6 Prozent Weiße.

## Lage
Der Kanton Samborondón liegt im Tiefland der Provinz Guayas, hauptsächlich zwischen den Flüssen Río Babahoyo und Río Daule, den beiden Quellflüssen des Río Guayas. Der östliche Kantonsteil liegt am linken Südufer des Río Babahoyo. Der Hauptort Samborondón befindet sich 30 Kilometer nordnordwestlich der Provinzhauptstadt Guayaquil am Nordufer des Río Babahoyo. La Puntilla liegt auf einer Halbinsel am Zusammenfluss der beiden zuvor genannten Quellflüsse zum Río Guayas gegenüber der Städte Guayaquil und Durán. Die Fernstraße E40 überquert die Flüsse Río Daule und Río Babahoyo sowie den äußersten Süden der La-Puntilla-Halbinsel.
Der Kanton Samborondón grenzt im äußersten Nordosten an den Kanton Babahoyo der Provinz Los Ríos sowie an den Kanton Jujan, im Südosten an den Kanton San Jacinto de Yaguachi, im Süden an den Kanton Durán, im Südwesten an den Kanton Guayaquil, im Nordwesten an den Kanton Daule sowie im Norden an den Kanton Salitre.

## Verwaltungsgliederung
Der Kanton Samborondón ist in die Parroquias urbanas („städtisches Kirchspiel“)
- Samborondón
- La Puntilla (Parroquia urbana satélite)

und in die Parroquia rural („ländliches Kirchspiel“)
- Tarifa

gegliedert.

## Geschichte
Der Kanton Samborondón wurde am 31. Oktober 1955 gegründet. Zuvor gehörte das Gebiet zum Kanton Guayaquil.